# 恋人はゴースト
『恋人はゴースト』（Just Like Heaven）は2005年に製作されたアメリカ合衆国の映画。
フランスの小説『夢でなければ』（Et si c'était vrai...）を原作としている。産休明けのリース・ウィザースプーンの復帰作でもある。
日本では劇場未公開で、DVDは2006年9月8日に発売された。

## キャスト
| 役名                 | 俳優                     | 日本語吹替 |
| -------------------- | ------------------------ | ---------- |
| エリザベス           | リース・ウィザースプーン | 本田貴子   |
| デヴィッド           | マーク・ラファロ         | 木下浩之   |
| ジャック             | ドナル・ローグ           | 後藤敦     |
| アビー               | ディナ・ウォーターズ     | 石塚理恵   |
| ブレット             | ベン・シェンクマン       | 相沢正輝   |
| ダリル               | ジョン・ヘダー           | 日野聡     |
| カトリーナ           | イワナ・ミルセヴィッチ   | 坪井木の実 |
| グレイス             | キャロライン・アーロン   | 小宮和枝   |
| フラン               | ロザリンド・チャオ       | 塩田朋子   |
| ドクター・ウォルシュ | ロン・カナダ             |            |
| メートル・D          | ウィリー・ガーソン       |            |

- その他の日本語吹替：楠見尚己／高宮俊介／田野恵／宮田光／宮本侑芽／戎玲菜／朝倉栄介／福山廉士／蓮池龍三／木内レイコ／大塚瑞恵／世戸さおり